# Kim Milton Nielsen
Kim Milton Nielsen (født 3. august 1960 i København) er en tidligere dansk fodbolddommer. 
Som 15-årig begyndte Kim Milton Nielsen at lære fodboldreglerne og fik snart mulighed for at dømme kampe. Han steg ret hurtigt i rækkerne og ti år senere var han at finde i den danske Superliga. I en alder af kun 28 blev han udnævnt til FIFA-dommer, og han nåede derfor en omfattende række internationale kampe, inden han gik på dommer-pension i 2006. Det blev til 154 landskampe og 53 UEFA Champions League-kampe – det sidste er rekord for en dommer.
I det civile liv har Kim Milton Nielsen tidligere været it-chef i en advokatvirksomhed og i perioden 2010-13 har han været direktør for fodboldklubben FC Roskilde. Han har udnyttet, at han er et kendt ansigt, ved at støtte Røde Kors med at hjælpe børn i krig. Han har endvidere holdt foredrag om sine oplevelser og deltaget i tv-programmet Vild med dans.

## Mindeværdige kampe
Blandt hans største kampe kan nævnes:

### Klubkampe
- UEFA Super Cup-finalen i 1993 mellem SV Werder Bremen og FC Barcelona
- UEFA Cup-finalen (en af to kampe) i 1994 mellem SV Austria Salzburg og Inter FC fra Milano.
- UEFA Champions League finalen 2004 mellem AS Monaco FC og FC Porto

### Landskampe
- EM 1996, kampen Rusland-Tyskland.
- VM 1998, kampene Tyskland-Jugoslavien og England-Argentina.
- EM 2000, kampene Tyskland-Rumænien og Tyrkiet-Belgien.
- VM 2002, kampene Tyskland-Irland, Belgien-Rusland og semifinalen Brasilien-Tyrkiet.
- EM 2004, kampene Kroatien-Frankrig og Holland-Letland.

## Mest omtalte kampe
Blandt de mest omtalte af de kampe, Milton har dømt, kan nævnes England-Argentina ved VM i 1998. Her viste han David Beckham ud for at sparke efter en modspiller. Udvisningen blev efterfølgende i England anført som den direkte anledning til, at England tabte og måtte forlade turneringen. Udvisningen blev anset for kontroversiel, og Milton måtte efterfølgende forsvare den.
Ved en kamp to år senere mellem Tyrkiet og Belgien kom Milton igen i fokus, men det var i en kedelig anledning, da han brækkede benet under kampen.
I en UEFA Champions League-gruppekamp i sæsonen 2005-06 mellem Villareal CF og Manchester United gav han stjernen Wayne Rooney gult kort for et frispark, og da Rooney sarkastisk klappede Milton i ansigtet, fik han endnu et gult kort og dermed rødt kort.